# Vera Timànova
Vera Víktorovna Timànova, rus: Вера Викторовна Тиманова, (Ufà, Baixkíria, Rússia, 18 de febrer de 1855 - Leningrad, URSS, 1942) fou una pianista russa.
Deixebla de Ludwik Nowicki, es presentà en públic als nou anys, però després continuà els estudis amb Carl Tausig i més tard amb Franz Liszt, assolint una gran perfecció tècnica.
Després d'haver estat molt aplaudida com a concertista, es dedicà a l'ensenyança del piano a Sant Petersburg.

## Biografia
Vera Timànova va néixer en el si d'una família d'Ufà (a la Baixkíria, Rússia), on hi passarà la seva infantesa. Va mostrar aptituds per la música de ben petita i als sis anys va començar a prendre lliçons de piano a Ufà. Als nou anys va debutar davant del públic; sobre aquest primer concert ella escriuria a la seva autobiografia: «L'anunci del concert va crear expectació a la ciutat. Els bitllets es van vendre ràpidament i jo vaig guanyar els meus primers mil rubles. Vaig interpretar un concerto de Mozart i algunes peces més. L'èxit va ser complet».

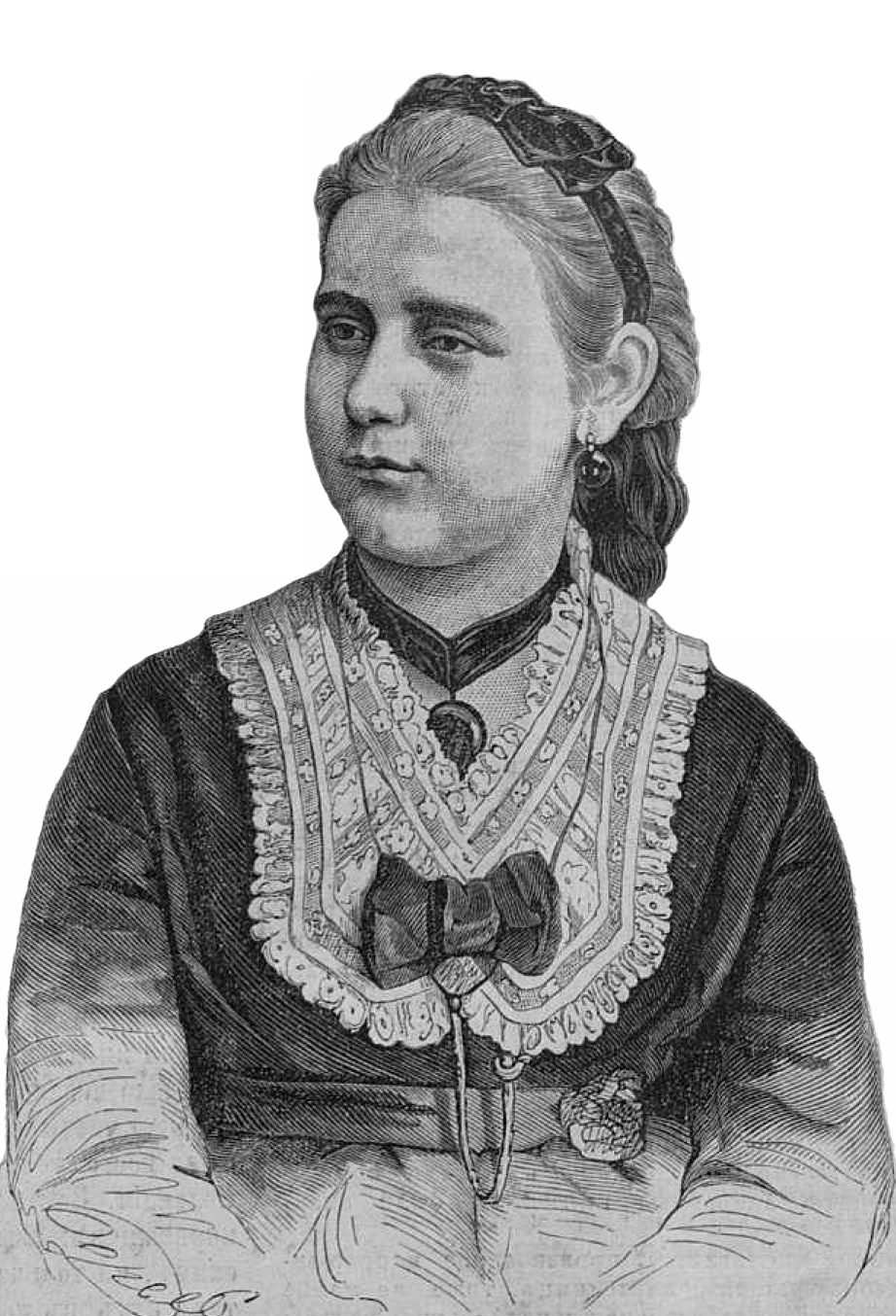
Timàrova en una imatge de 1871.

La nena prodigi va captar l'atenció del compositor i pedagog Anton Rubinstein, el qual va elogiar el seu potencial. Amb el temps tots dos van esdevenir bons amics. Una recomanació de Rubinstein va fer que un comerciant de la regió apadrinés la jove Timànova per a estudiar amb Carl Tausig a l'escola de piano avançat a Berlín. A continuació, Timànova va estudiar amb Franz Liszt a Budapest i va esdevenir una artista eminent que actuarà a Rússia, França, Àustria, la Gran Bretanya, Alemanya i Turquia; periòdicament anirà fent concerts a Ufà, on hi viatjarà per últim cop el 1896.
Entre els grans admiradors de Timànova es troben Alexander Borodin i Pyotr Ilyich Tchaikovsky, que li va dedicar el Scherzo humorístic de les seves Sis Peces per a piano, op. 19 (1873). A part de la seva amistat amb Rubinstein, Timànova també es va relacionar amb el director i compositor txec Eduard Nápravník. El seu Fantasia (1881), dedicat a Timànova, és un treball virtuós de dotze minuts basat en tres cançons populars russes, incloent Els remers del Volga.
El 1907, Timànova va tornar a Rússia i es va instal·lar a Sant Petersburg permanentment, oferint concerts i lliçons de piano. El 1907, va "gravar" diverses peces per als pianos mecànics Welte-Mignon, incloent obres de Liszt, Sergei Liapunov, Moritz Moszkowski i l'estudi extraordinàriament difícil en A-flat, op. 1 no 2, atribuït a Paul de Schlözer.
Després de la revolució de 1917, la pròspera vida de Timànova va causar recels a la nova autoritat bolxevic. Tanmateix li van concedir una pensió de 50 rubles, suficient per a pagar una criada. La seva última aparició pública va ser el 1937, quan tenia 82 anys. Vera Timànova va morir de gana durant el setge de Leningrad el febrer de 1942.